# Kabansk
Kabansk (russisch Кабанск, burjatisch Бодон Гахайта Bodon Gachajta) ist ein Dorf (selo) in Burjatien (Sibirien, Russland) am linken Ufer des Flusses Selenga südöstlich des Baikalsees, am Fuße des Chamar-Daban-Gebirges. Es hat 6038 Einwohner (Stand 14. Oktober 2010).
Der Ort liegt etwa 70 km nordwestlich der Republikshauptstadt Ulan-Ude.
Kabansk ist Verwaltungszentrum des gleichnamigen Rajons. Die Fläche des Rajons beträgt 13.470 km²; er liegt auf 456 bis 1400 m ü. NN. Das Klima ist kontinental mit 400–450 mm (in den Bergen bis 1400 mm) Niederschlag.
Kabansk wurde 1660 als Winterlager der nach Osten vordringenden Kosaken gegründet und 1692 als Ostrog an der einst bekannten Teestraße befestigt.
Bevölkerungsentwicklung
| Jahr | Einwohner |
| ---- | --------- |
| 1939 | 3308      |
| 1959 | 4073      |
| 1970 | 4819      |
| 1979 | 5997      |
| 1989 | 6620      |
| 2002 | 6373      |
| 2010 | 6038      |

Anmerkung: Volkszählungsdaten